# ثورة 11 سبتمبر 1852
كانت ثورة 11 سبتمبر 1852 صراعًا بين محافظة بوينس أيرس وحكومة خوستو خوسيه دي كاروكا، وذلك بعد انتصار الأخيرة على خوان مانويل دي روساس في معركة كاسيروس.
بعد معركة كاسيروس، بدأت فترة تُعرف باسم «فترة التنظيم الوطني». وافقت كل الفصائل السياسية على الأذن بوضع دستور وطني. مع ذلك، وبخلاف بقية البلاد، فإن الطبقة العليا الحاكمة في بوينس أيرس كانت تطمح إلى فرض متطلبات سياسية على المحافظات الأرجنتينية، وذلك من أجل الحفاظ على التفوق السياسي والاقتصادي التقليدي للعاصمة.
كانت النتيجة انفصالًا دام عشر سنوات بين الكونفدرالية الأرجنتينية وحكومة بوينس آيرس. ادعت الحكومتان أنهما جزء من أمة واحدة، لكنهما في الواقع كانت تتصرفا كدولتين منفصلتين.

## الثورة
في الصباح الباكر من الحادي عشر من سبتمبر، تجمعت قوات محافظة كوريينتس التابعة للجنرال غالان بجانب معظم القوات العسكرية للمدينة في بلازا دي مايو، بقيادة الجنرال خوسيه ماريا بيران، بينما قام المحامي ميغيل إستيفس ساغي بتنبيه السكان من خلال قرع جرس الكابيلدو. اجتازت مختلف تشكيلات الميليشيات المدينة، واعتُقل الجنرالان بنجامين فيراسورو ومانويل أوردينارين من منزليهما. لم تقع أعمال عنف كبيرة، اكتمل الانقلاب بشكل حاد، ولكن على نحو سلمي.
قرب الظهيرة، بينما كان الجنود يتقاضون أجورهم عن عملهم لعدة أشهر مقدمًا، بالإضافة إلى مبلغ إضافي، اجتمع مجلس النواب (الذي كان قد حله أوركيزا) مرة أخرى، وانتخب الجنرال بينتو حاكمًا مؤقتًا. عين بينتو ألسينا وزيرًا للحكومة والجنرال بيران وزيرًا للحرب.
انسحب الجنرال غالان أولًا، بعد أن قاد قوات عسكرية قليلة في إنتري ريوس، إلى سانتوس لوغاريس، ثم إلى شمال المحافظة، حيث اتصل بأوركيزا، الذي كان يستعد لرئاسة جلسات المؤتمر التأسيسي الابتدائية. بعد بضعة أيام، وافق قانون من قوانين المحافظات على مكافآت مالية وترقية الضباط العسكريين المشاركين في الثورة.

## التداعيات
منذ ذلك الحين، بقيت حكومة بوينس آيرس (التي ستقرّ دستورًا في عام 1854) منفصلة عن بقية البلاد. تردد قادة الحكومة بين إعلان الاستقلال الوطني على نحو رسمي وبين افتراض أنهم يمثلون الأمة بأسرها.
انتخبت الكونفدرالية الأرجنتينية أوركيزا كأول رئيس لها، ودام حكمه حتى عام 1860 في ظل قدر من الاستقرار السياسي، ولكنه كان يواجه مشاكل اقتصادية خطيرة، كما سلم العديد من المناصب الحكومية إلى حكومات المحافظات.
حاول القادة المنفيون مرارًا وتكرارًا غزو بوينس آيرس، ولكنهم فشلوا في كل مرة؛ إلى أن هُزم الجنرال جيرونيمو كوستا وأُعدم بدون محاكمة، مع ضباطه، في بداية عام 1856.
منذ ذلك الحين، ساد سلام نسبي بين بوينس آيرس والكونفدرالية. استغلت بوينس آيرس هذه الحالة السلمية في تعزيز نفوذهم في المحافظات الداخلية، بدعم من تفوقها التجاري والمالي الذي لا يمكن إنكاره.
أرغمت معركة سيبيدا في عام 1859 بوينس آيرس على قبول الدستور الوطني، ولكن هذا لم يكن بمثابة حلًا نهائيًا، وذلك لأن عدم الاستقرار في حكومة سانتياجو دركي، التي خلفت حكومة أوركيزا، والتقدم الذي أحرزته بوينس آيرس في العديد من المحافظات الداخلية؛ أدى إلى اندلاع مواجهة جديدة، في معركة بافون. كان انتصار بوينس آيرس في هذه المعركة سببًا في حل حكومة الكونفدرالية، وفي صعود بارتولومي ميتر كحاكم مؤقت للسلطة الوطنية. خلال هذه الحكومة المؤقتة، غزت قوات ميتر أكثر من نصف المحافظات الداخلية، واستبدلت حكوماتها الفيدرالية بحكومات أحادية.
عندما تولى ميتر رئاسة البلاد بالكامل في أكتوبر 1862، حقق في نهاية المطاف الأهداف التي وضعها هو وبقية زعماء ثورة الحادي عشر من سبتمبر، والتي تضمنت: التنظيم الدستوري للبلاد تحت رئاسة الحكام، والأفكار السياسية والاقتصادية، ومصالح محافظة بوينس آيرس.